# Hysterocrates maximus
Hysterocrates maximus es una especie de araña que pertenece a la familia Theraphosidae (tarántulas). Es una especie endémica de Camerún.